# Nymphon orcadense
Nymphon orcadense är en havsspindelart som först beskrevs av Hodgson, T.V. 1908.  Nymphon orcadense ingår i släktet Nymphon och familjen Nymphonidae. Inga underarter finns listade i Catalogue of Life.